# Lituus
Pour l'instrument de musique, voir lituus (instrument). Pour la courbe, voir lituus (courbe).

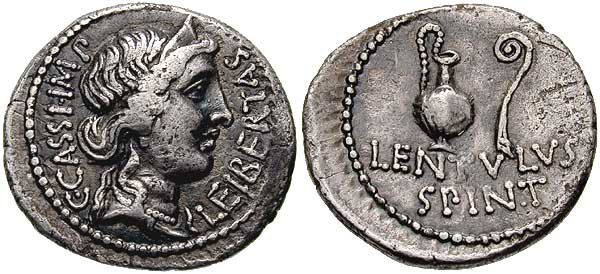
Lituus sur l'envers d'un denier romain émis en 42 av. J.-C.

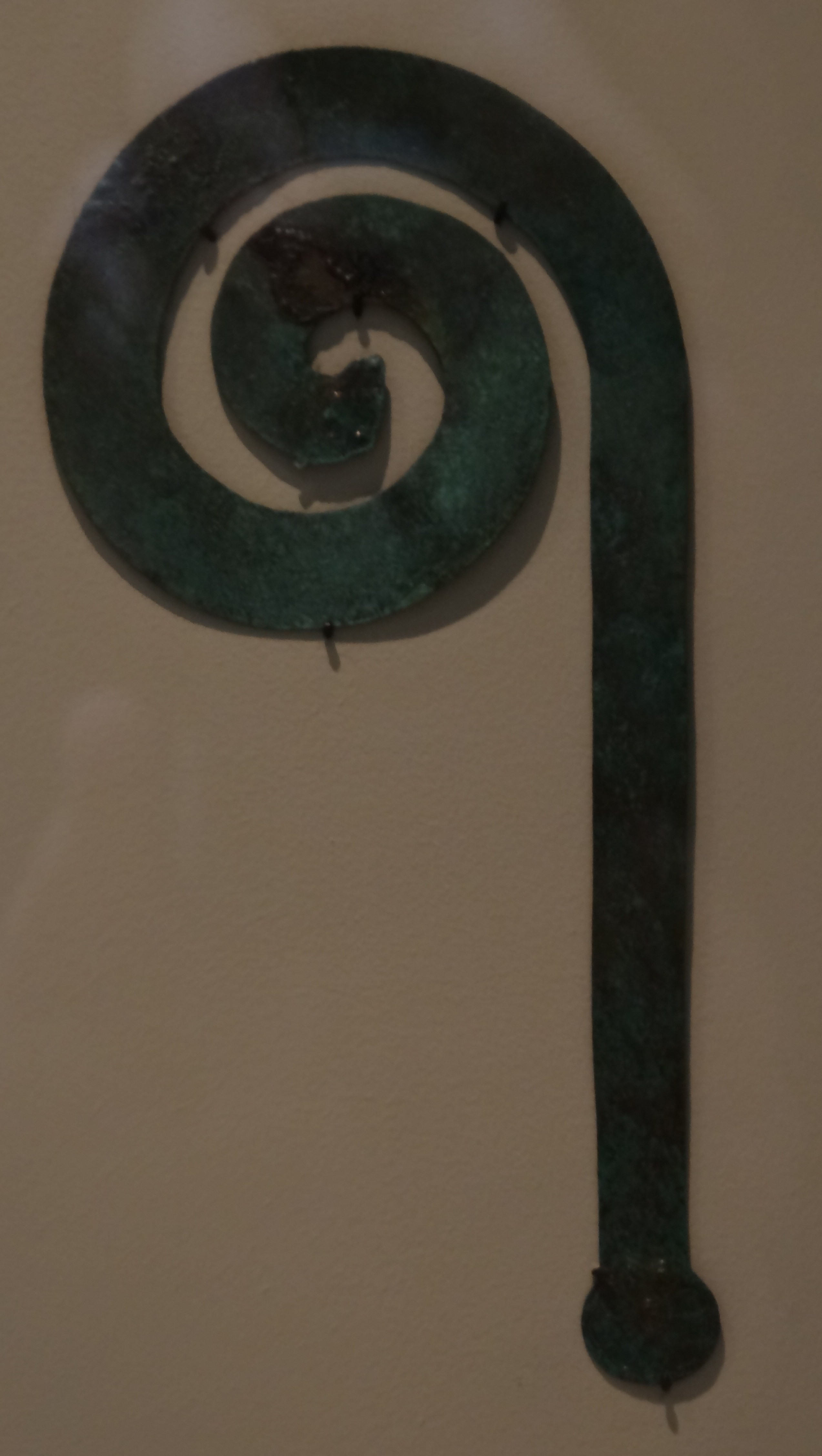
Modèle de lituus

Le  lituus est le nom latin donné initialement à un ustensile de pratique sacrée des haruspices et des augures étrusques. Le lituus « augural » et « royal » est un bâton sans nœud se terminant par une crosse courbe (qui a donné la crosse épiscopale. Il est issu de la forme du pedum, bâton du berger ou du pasteur étrusco-italique.

## Description
Le lituus était utilisé en particulier dans le rite de fondation des villes pour le bornage sacré par le templum.
Comme pour beaucoup d'objets de la vie quotidienne des Étrusques, on le trouve représenté sur les vases, les stèles, les bas-reliefs (tombe de Chiusi, Tomba del Tifone de Monterozzi, sarcophage de Vulci, Auguste tenant le lituus au musée archéologique de Florence, autel de Pompéi, plaques de terre cuite de Poggio Civitate à Murlo, etc.) car il servait également lors des funérailles comme insigne de dignité. On le voit aussi sur des monnaies et sur des camées (Grand Camée de France).
On en trouve trace comme un des nombreux apports des Étrusques aux Romains (sur les monnaies : pose de l'augure couronné par Juno Sospita sur des deniers de la gens Cornuficia, monnaies des familles Antistia, Autonia et Minucia). 
C'est avec un Lituus que Romulus délimita les régions du ciel dans lequel observer le vol des oiseaux lorsqu'il fonda la ville de Rome et les  Romains « prétendaient même conserver dans la curie des Saliens Palatins ce même lituus qui, miraculeusement, avait été préservé dans l'incendie de Rome par les Gaulois »,.
On le retrouve représenté sur une statuette de bronze de 27 cm d'Isola di Fano (Fossombrone).
L'exemple de lituus réel (et non représenté) le plus ancien qu'on ait trouvé vient de la tombe xxxi de la nécropole de Colle del Forno, en pays sabin.
Selon l'historien italien Santo Mazzarino, le lituus, avant de devenir l'attribut spécifique des augures, aurait été celui de certains magistrats.

## Homonymie
Par leur similitude de forme, il existe un instrument de musique nommé « lituus trompette » (Cicéron, glose) recourbé à son extrémité, joué par le liticen également :  lituus en bronze, long de 1,60 m, d'une tombe de Cerveteri (Musée étrusque du Vatican), deux litai sur les fresques de la Tombe des Reliefs...
C'est aussi l'autre nom d'une figure mathématique dont la forme rappelle celle de la crosse du lituus : le lituus.

## Sources
- Dictionnaire des Antiquités grecques et romaines de Daremberg et Saglio, Mise en ligne  par l'université de Toulouse Le Mirail.